# Lotty Ipinza
Lotty Ipinza Rincón (Valencia, ngày 9 tháng 4 năm 1953) là một nhà thơ và ca sĩ trữ tình người Venezuela.
Cô học âm nhạc tại Trường âm nhạc Juan Jose Landaeta (ở Caracas), Nhạc viện Quốc gia của Đại học Quốc gia (ở Bogotá), Nhạc viện Tchaikovsky (ở Moscow) và Nhạc viện Santa Cecilia (ở Rome). Tại Paris, cô thường lui tới Viện Recherche và Phối hợp Acoustique / Musique IRCAM. Cô học theo cách tự học Triết học và Văn học.
Cô đã khánh thành Teatro Teresa Carreño của Caracas với vở opera Aída, của Verdi. Cô đã thực hiện các buổi hòa nhạc và buổi biểu diễn ở châu Âu và Mỹ. Cô đã hát opera, oratorios, lied er, các bài hát Mỹ Latinh và âm nhạc đương đại, đặc biệt là từ Kurt Weill. Cô chỉ đạo trường ca của mình với các khái niệm đa ngành và tiên phong.
Phong cách của cô có một giọng nữ cao đầy kịch tính với màu tối, dày đặc và tươi sáng, squillo hào phóng. Giải thích của cô là quyến rũ, đầy thách thức, hào phóng và tràn đầy.
Năm 1990, cô thành lập với giọng nữ cao người Venezuela Fedora Alemán ở Caracas the Taller de Técnica Vocal Fedora Alemán, ban đầu nhằm vào các ca sĩ trữ tình đầy tham vọng, với nguồn lực kinh tế hạn chế và hiện đang kích thích sự tham gia của những người trẻ tuổi mà ca khúc hiện đang thu hút.
Cô đã xuất bản những câu cách ngôn trên tạp chí Imagen, thơ trên tờ Văn học của tờ El Nacional và tham gia Liên hoan thơ thế giới đầu tiên năm 2004 và trong Liên hoan thơ thế giới VIII 2011  ở Caracas. Cô cũng đã tham gia vào các bài thơ.